# Frutta di Martorana

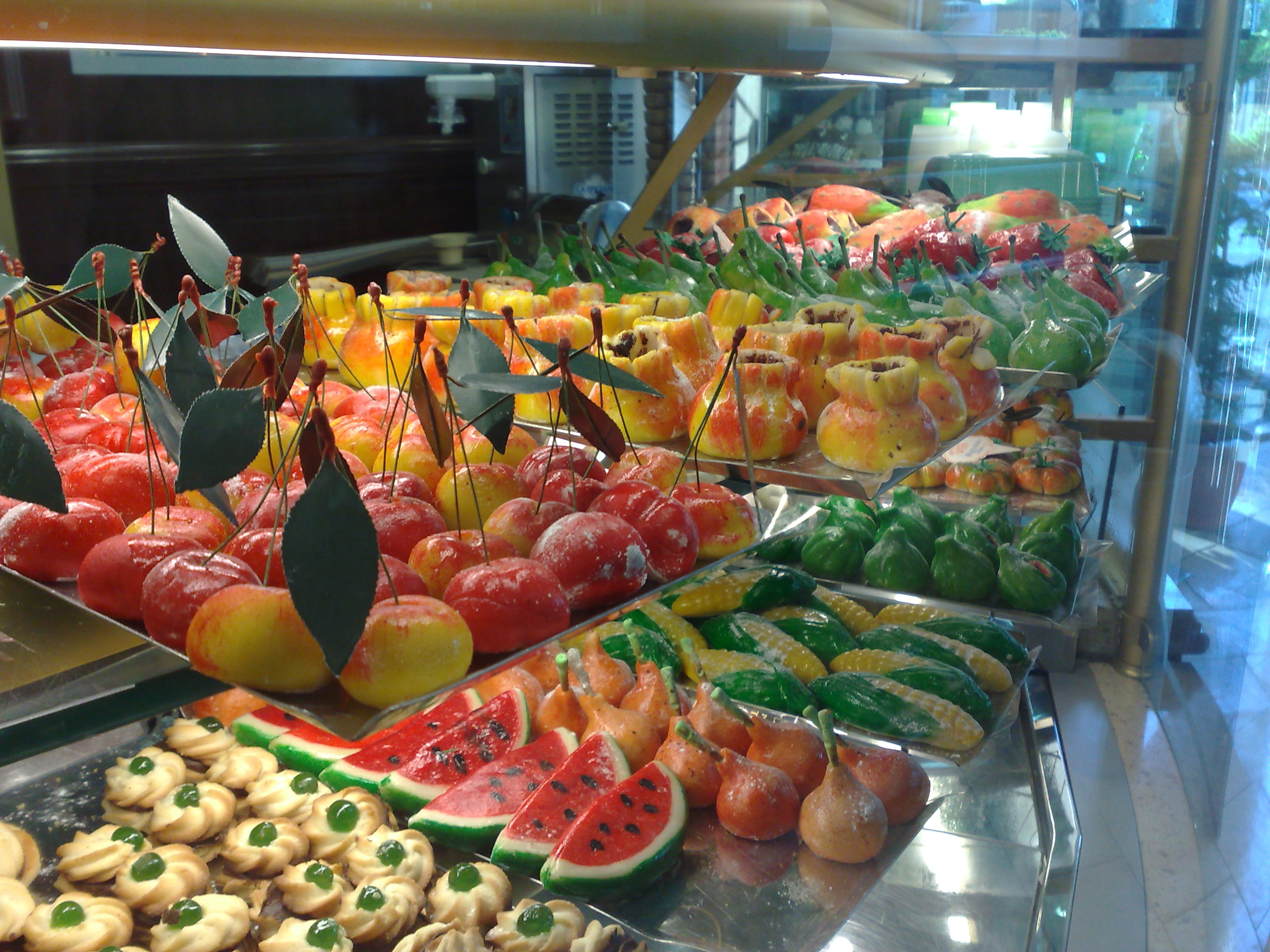
Un étal de frutta di Martorana.

La frutta di Martorana (en sicilien : frutta Marturana) est une pâtisserie italienne originaire de Palerme. Cette spécialité culinaire sicilienne se présente sous la forme de fruits factices réalisés en massepain agrémenté de miel et colorés au moyen de teintures végétales.

## Présentation

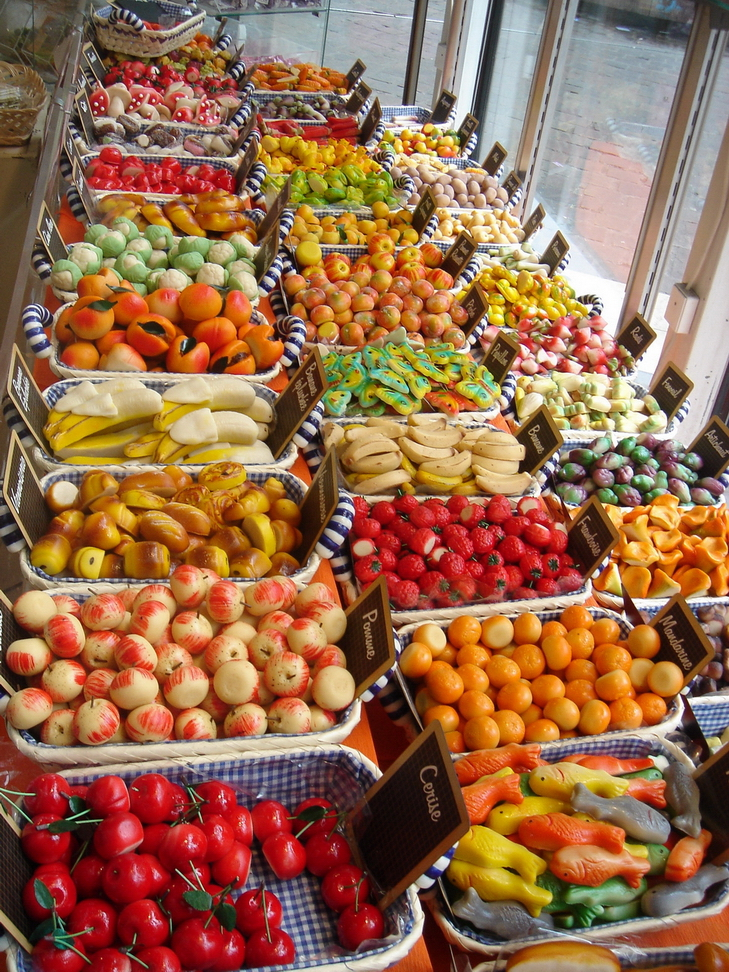
Une grande variété de frutta di Martorana.

Selon la tradition, l'invention de ce dessert est due aux religieuses bénédictines du couvent de la Martorana, à Palerme, qui eurent l'idée de fabriquer ces fruits en trompe-l'œil et de les placer dans les arbres de leur verger pour faire bonne impression à un évêque en visite.
À l'instar du pan dei morti (it) lombard, la frutta di Martorana est confectionnée tout spécialement pour le 2 novembre, jour de la commémoration de tous les fidèles défunts.
Suivant un principe identique, des pâtisseries en massepain imitent d'autres aliments, notamment des légumes, des coquillages et des poissons.
La frutta di Martorana est inscrite dans la liste des Produits agroalimentaires traditionnels de Sicile publiée par le ministère des Politiques agricoles, alimentaires et forestières italien (MIPAAF).
Les mêmes fruits en pâte d'amande se retrouvent en Calabre sous le nom de morticelli ou morticeddi.

## Galerie

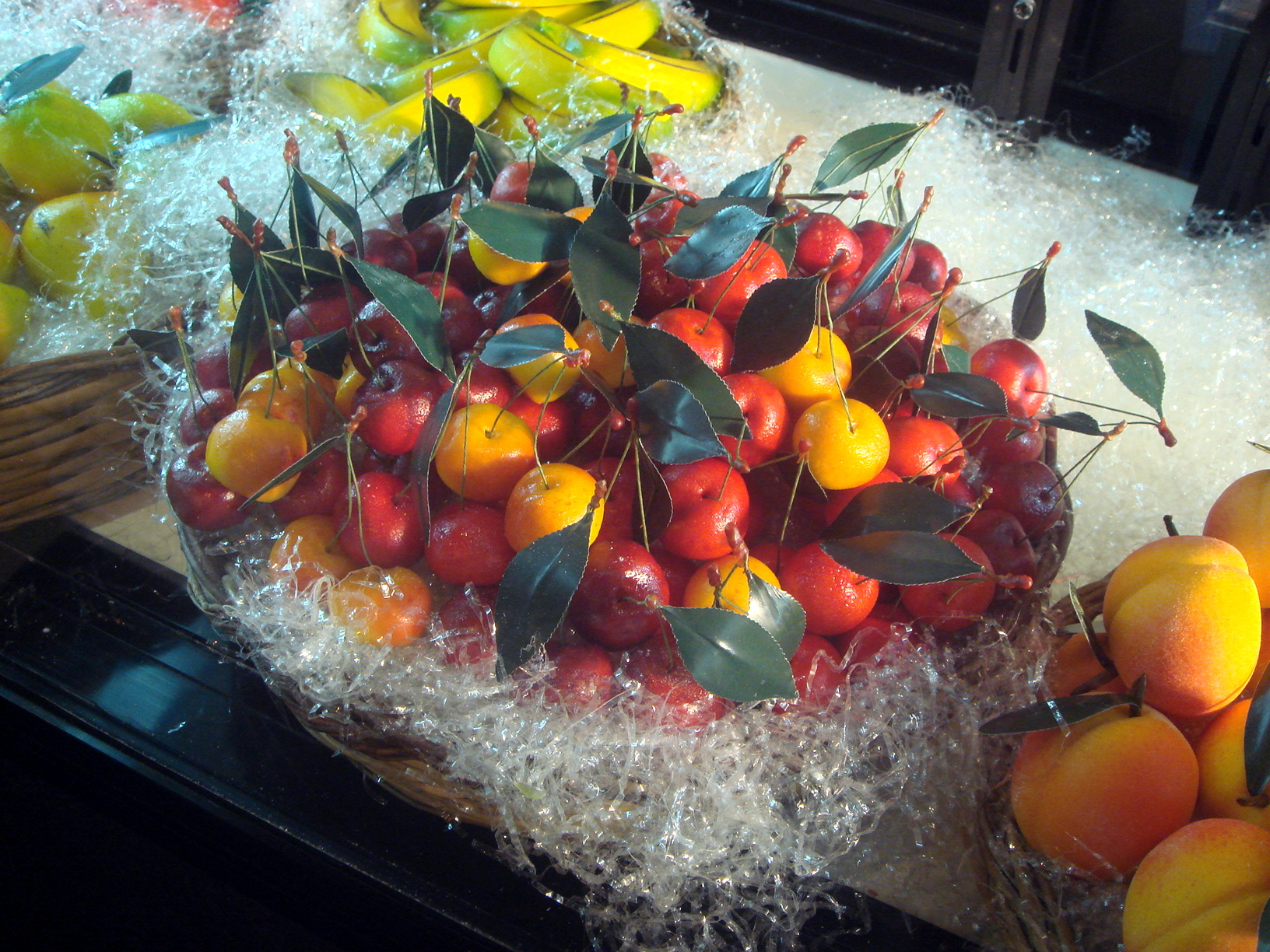
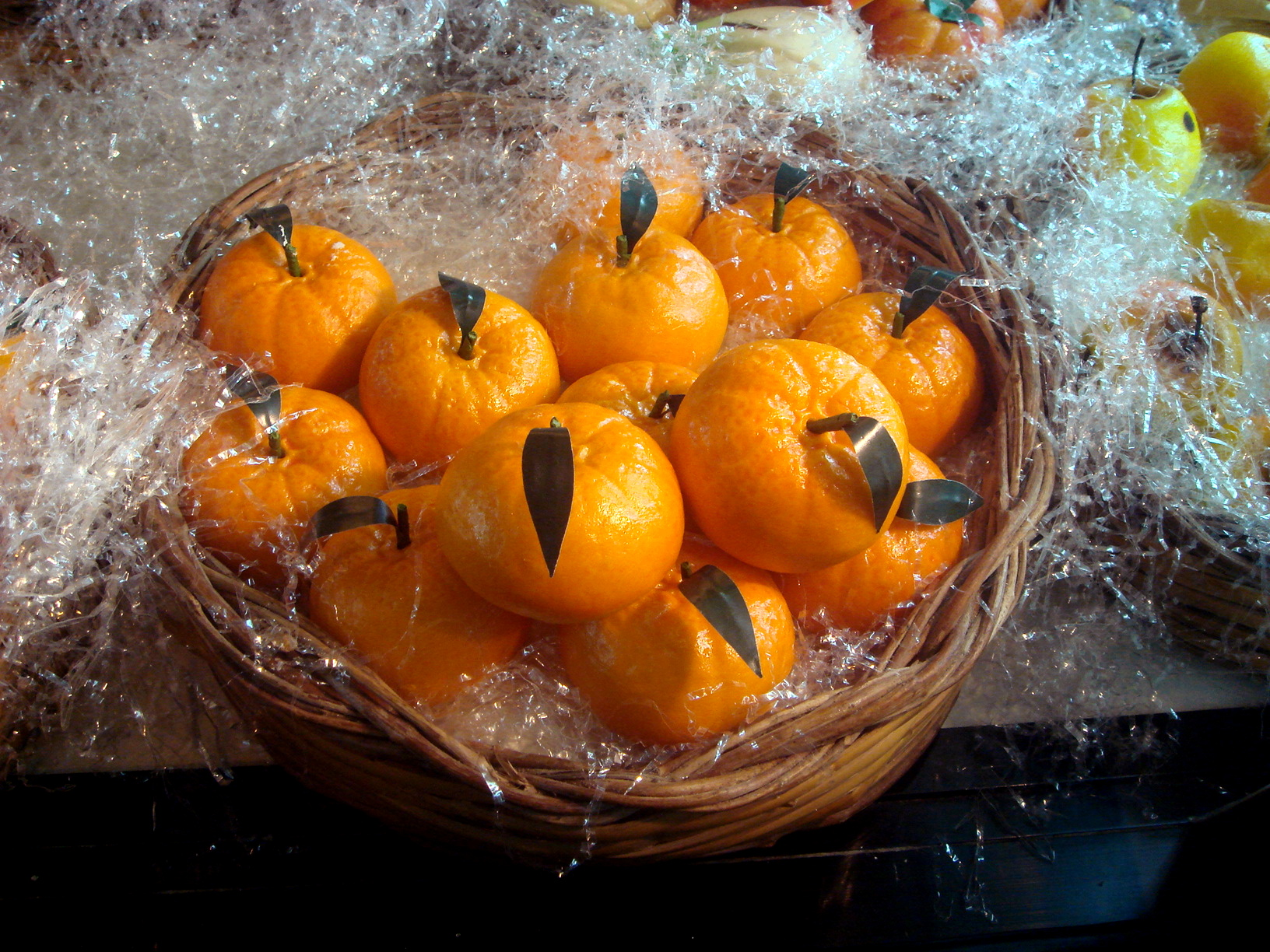
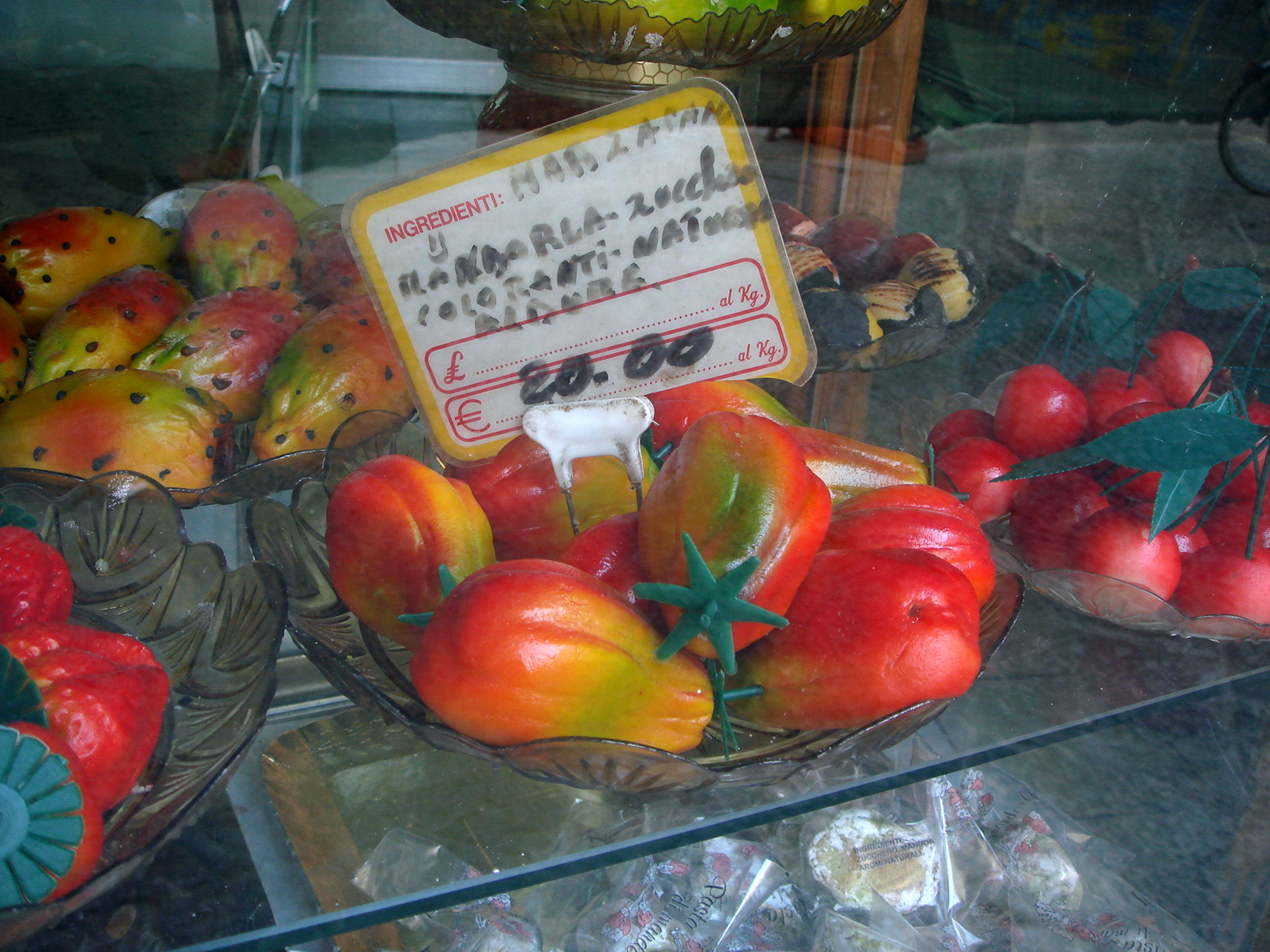
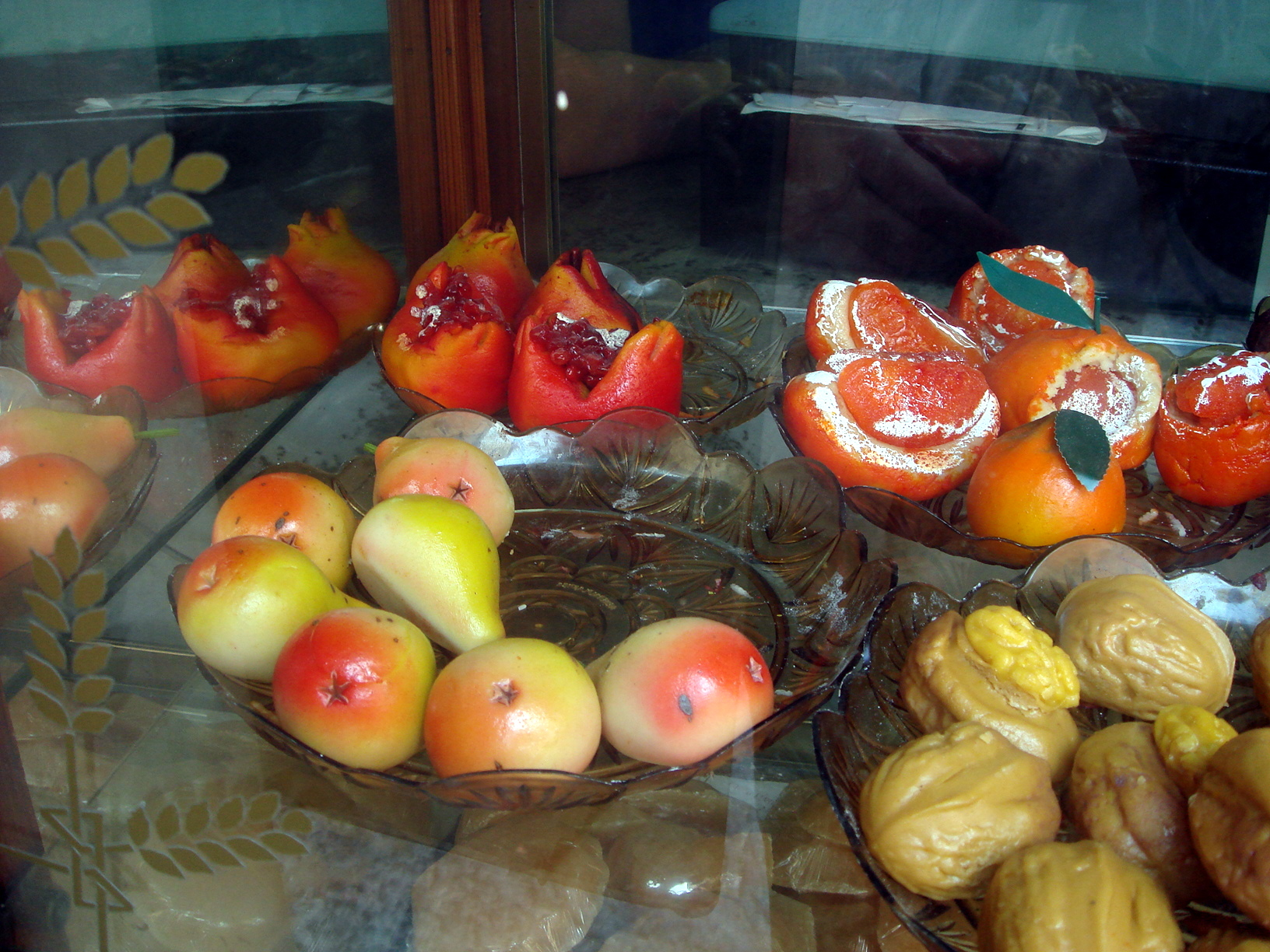
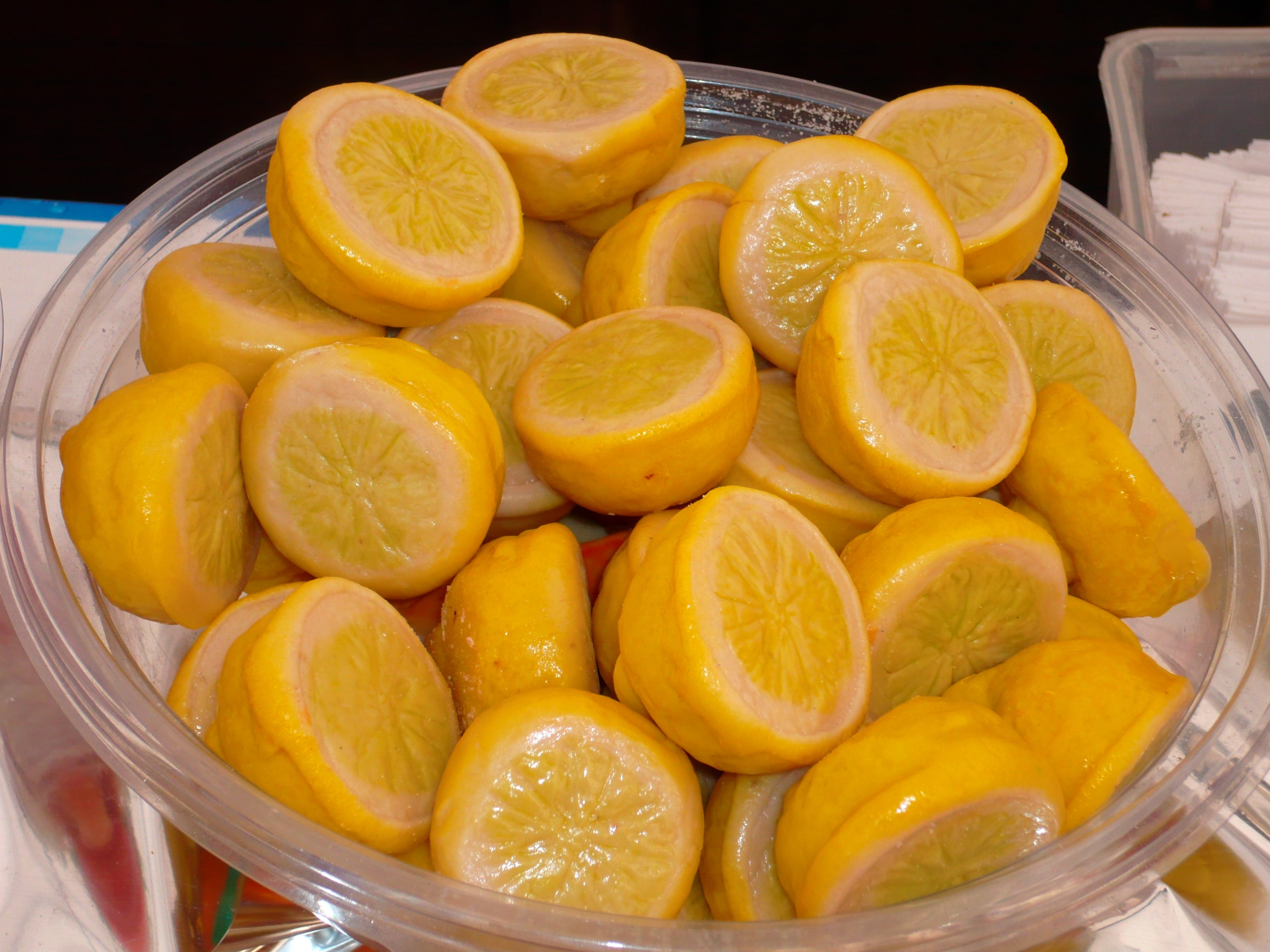
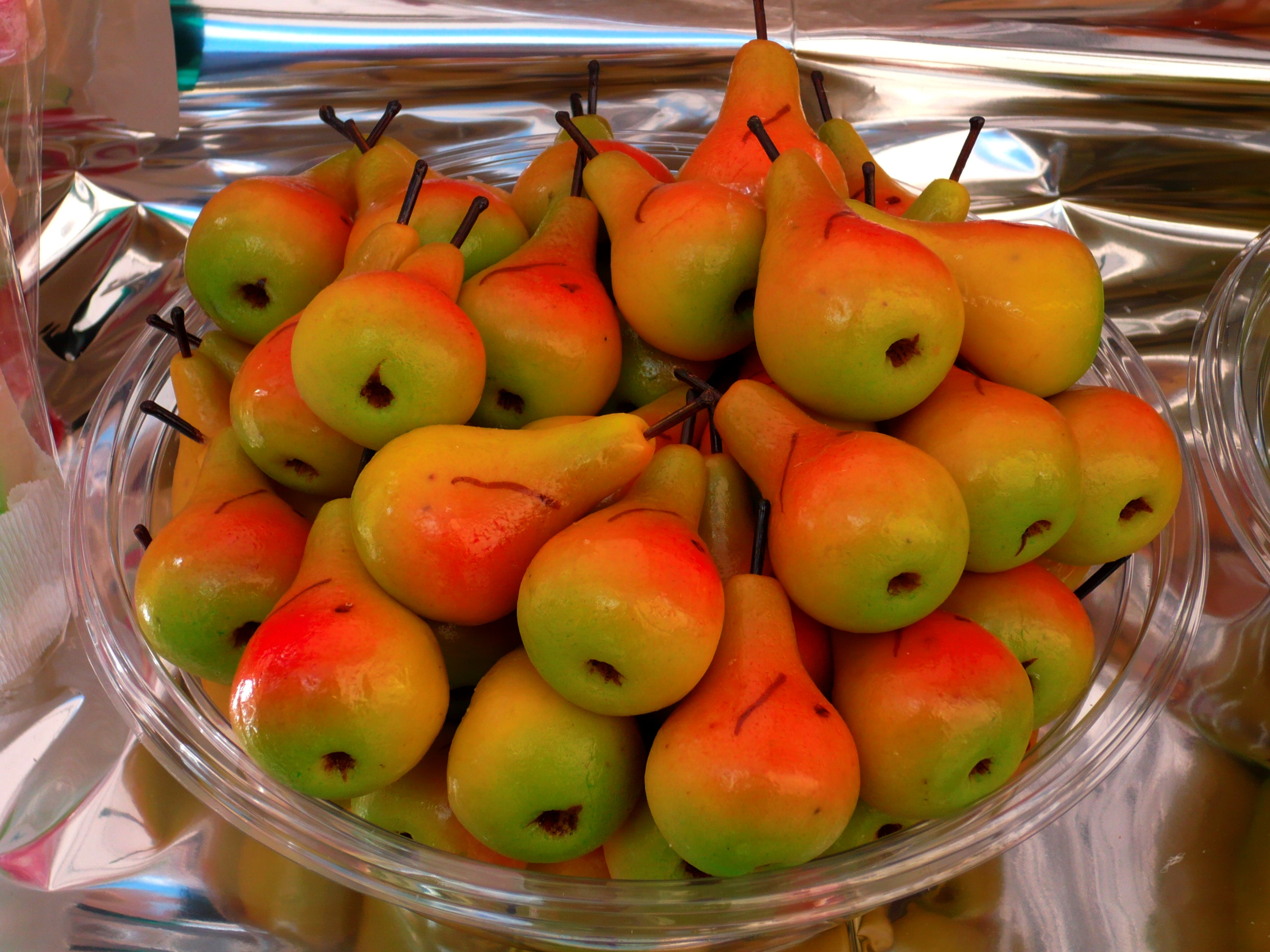